# Piet Meertens

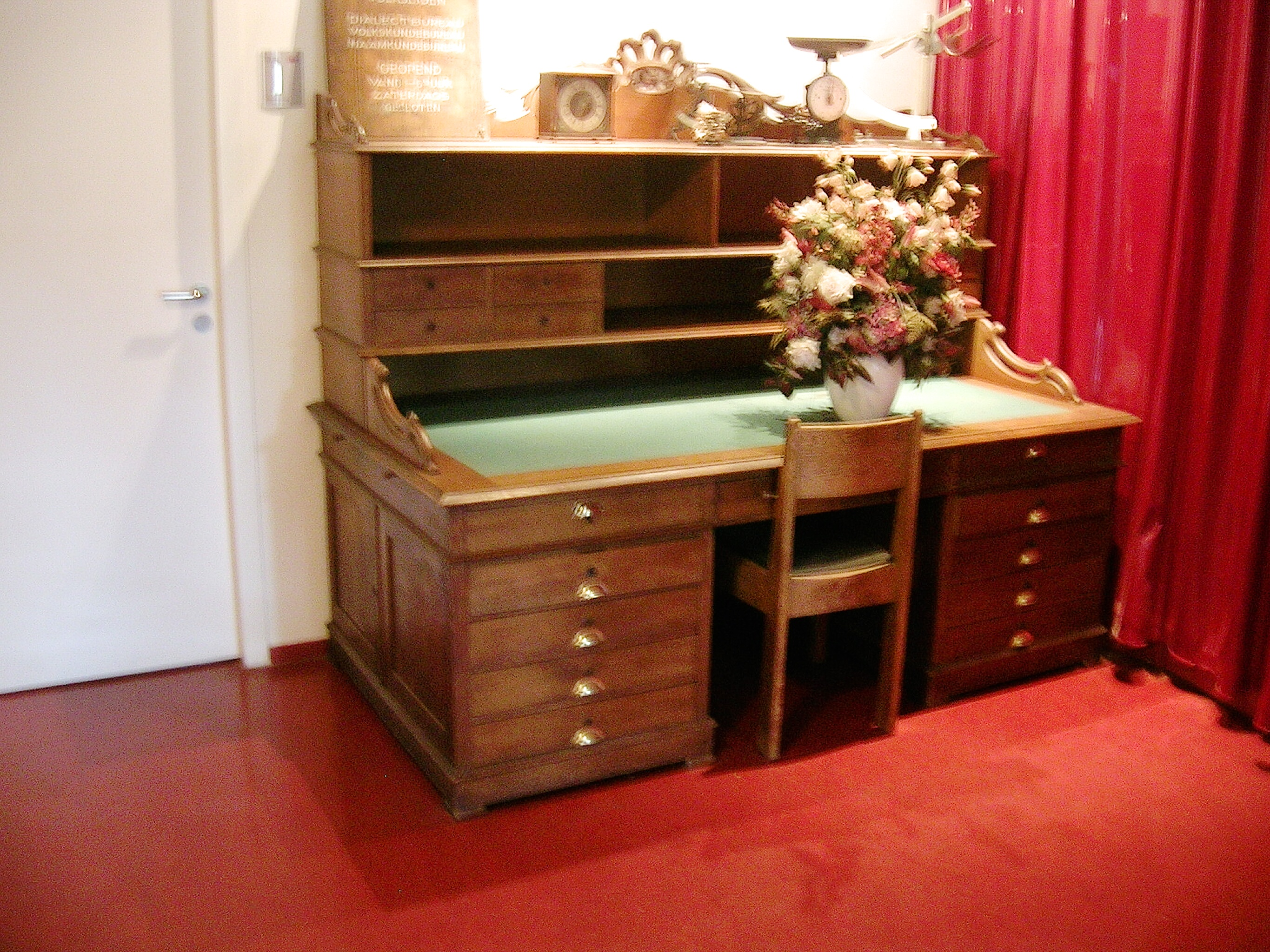
Bureau van Piet Meertens

Pieter Jacobus (Piet) Meertens (Middelburg, 6 september 1899 – Amstelveen, 28 oktober 1985) was een Nederlandse letterkundige, dialectoloog en volkskundige. Hij is de oprichter van de Bureaus voor Dialectologie, Volkskunde en Naamkunde (het huidige Meertens Instituut), waarvan hij tot aan zijn pensionering in 1965 directeur was. P.J. Meertens is als A.P. (Anton) Beerta vereeuwigd in de romancyclus Het Bureau van zijn medewerker J.J. Voskuil.

## Studie
Meertens bezocht het Stedelijk Gymnasium Middelburg, studeerde Nederlands in Utrecht, en promoveerde in 1943 bij C.G.N. de Vooys cum laude op het proefschrift Letterkundig leven in Zeeland in de zestiende en de eerste helft der zeventiende eeuw.

## Carrière
Na zijn studie was Meertens enkele jaren leraar. Op 1 juli 1930 trad hij in dienst van de Koninklijke Nederlandse Akademie van Wetenschappen als secretaris van de Dialectencommissie. Hij begon daar, met slechts twee medewerkers, de documentatie op poten te zetten. Hij bouwde een netwerk op van tweeduizend 'correspondenten' in den lande, mensen die periodiek een vragenlijst moesten invullen.
In november 1934 stelde de KNAW een commissie voor volkskunde in, ook onder het secretariaat van Meertens. Zo legde hij de grondslag voor het instituut dat in 1979 zijn naam zou krijgen.
Voor, tijdens en na de Tweede Wereldoorlog was hij actief betrokken bij de Phonologische Werkgemeenschap. In de tweede helft van de jaren veertig was hij een van de stuwende krachten achter de oprichting in 1950 van de Algemene Vereniging voor Taalwetenschap (AVT), die nu nog steeds bestaat.
De Centrale Commissie voor Onderzoek naar het Nederlandse Volkseigen (1948) was de voorloper van de latere afdeling Volkskunde en omvatte toen ook nog het terrein van de naamkunde. Meertens' onvermoeibaar streven werd beloond met de functie van directeur van de Bureaus voor Dialectologie, Naamkunde en Volkskunde. Ook na zijn pensionering in 1965 hield hij zich bezig met de volkskunde totdat een beroerte hem het werken onmogelijk maakte.

## Persoon

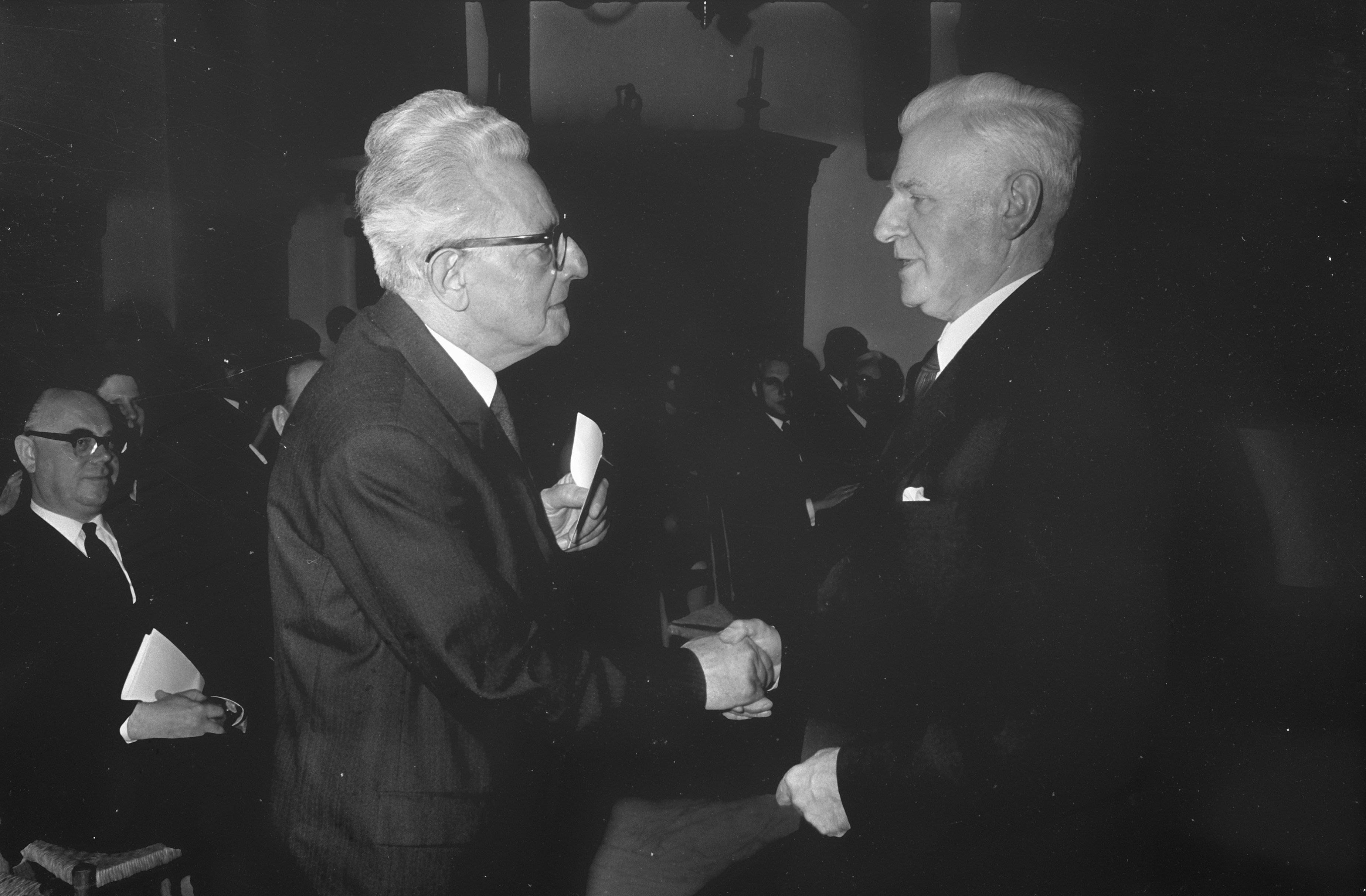
Meertens (rechts) reikt Prijs voor literaire kritiek uit aan C.J.E. Dinaux (1968)

Meertens was een progressieve christen, lid van de kleine Christelijk Democratische Unie. In zijn Utrechtse tijd (jaren twintig) was hij bestuurslid van de Vegetariërsbond. Verder sympathiseerde hij met het antimilitarisme binnen de Nederlandse Hervormde Kerk. Meertens was actief lid (gevangenenbezoeker) van het Nederlands Genootschap tot zedelijke verbetering der gevangenen. Hij was bevriend met andere christen-socialisten, zoals de journalist Henk van Randwijk, de predikanten Willem Banning en Jan Buskes, en de dichter Fedde Schurer. Vanaf 1938 was hij actief in het Comité van Waakzaamheid, een groepering van kunstenaars en intellectuelen tegen het opkomend fascisme en nationaalsocialisme, van wie Menno ter Braak de grote inspirator was.
Maar Meertens was ook een aanhanger van de Groot-Nederlandse gedachte. En cultuurgrenzen zeiden hem meer dan landsgrenzen. Die cultuurgrenzen noopten Nederlanders en Vlamingen tot samenwerking met Duitsers. Met democratische Duitsers toen het kon, met de nazi's toen het moest. Meertens liet zich zelfs door de voorzitter van zijn beide commissies, de pro-Duitse hoogleraar Jan de Vries, overhalen om in het zogeheten Lectoraat Nederlandse literatuur te screenen op 'Deutschfeindlichkeit', een activiteit waarvan hij in 1972 zei de implicaties niet goed te hebben beseft. Zijn rol tijdens de bezetting werd vanaf april 2005 onderzocht door een commissie van drie onder leiding van Hermann von der Dunk, nadat socioloog Hans Derks Meertens van collaboratie en de KNAW van doofpottenpolitiek had beschuldigd. De commissie concludeerde in 2006 dat Meertens niet "fout" was geweest.
Meertens hield zich ook actief met de literatuur bezig en publiceerde op vele terreinen. Na de oorlog was hij redacteur van De Vlam, waar hij bevriend raakte met Henriette Roland Holst. Met de rest van de CDU ging hij in 1946 over naar de nieuwe doorbraakpartij Partij van de Arbeid. Zijn christendom werd oecumenisch.